# Fixed Mobile Convergence
Fixed Mobile Convergence (FMC) ist ein Begriff aus der Telekommunikation und beschreibt das Zusammenwachsen (Konvergenz) von Fest- und Mobilfunknetzen.
Hauptmerkmale von FMC sind
- Endgeräte-Mobilität
- Dienste-Mobilität
- persönliche Mobilität

Die Endgeräte-Mobilität erlaubt es dem Nutzer, sein persönliches Endgerät überallhin mitzunehmen und es dort zu benutzen, wo er sich gerade aufhält. Die Dienste-Mobilität stellt dem Nutzer ein Paket konsistenter Dienste zur Verfügung, und zwar unabhängig vom Endgerät, Zugangsnetz und dem Aufenthaltsort. Die persönliche Mobilität gewährleistet, dass der Teilnehmer überall unter einer Rufnummer erreichbar ist und umfasst auch das Roaming zwischen den verschiedenen Netzen.